# Waldkappel
Waldkappel – miasto w Niemczech, w kraju związkowym Hesja, w rejencji Kassel, w powiecie Werra-Meißner. W czerwcu 2015 mieszkało w nim 4400 osób.